# 아이치이
아이치이(중국어 간체자: 爱奇艺, 정체자: 愛奇藝, 병음: àiqíyì 주음부호: ㄞˋㄑㄧˊㄧˋ, 영어: iQIYI)는 중국의 동영상사이트이다. 2010년 바이두의 투자를 통해 아이치이사이트가 개설되었고, 2013년에는 드라마 《별에서 온 그대》 중국독점공급을 하면서 시장을 확대해 나갔다. 이후 2017년 넷플릭스에 콘텐츠해외배포권 라이센스를 취득했고 2018년엔 미국나스닥에 상장을 하였다.

## 평가
아이치이는 유쿠, 텐센트비디오와 함께 중국 3대 동영상 사이트로 중국판 넷플릭스라고 불린다. 처음에는 다시보기 서비스를 주로 제공하였다. 그러다 2017년을 기점으로 자체 제작 콘텐츠 비중이 늘어났고, 품질을 인정받아 해외에 수출하기 시작했다. 2017년년말, 해외배포권이 넷플릭스에 팔렸다는 소식이 전해지면서 업계에서는 애기예오리지널콘텐츠의 품질을 인정받았다고 하였다.

## 매출
2018년부터 실적에서 기대 이상의 성과를 달성하였다. 1년 전 실적에 비해 40% 이상 증가하였으며, 중국 최초 유료 콘텐츠 수입 약 1조원을 넘었다. 2019년은 총 매출액이 4조를 뛰어넘었으며 동기대비 50% 이상 증가했다. 하지만 콘텐츠 제작 비용에서 적자가 나기 시작했다. 또한 저작권침해따위의 법망을 피해다니는 인터넷사용자로 인해 보이지 않는 적자가 발생하면서 문제가 되고 있다.

## 작품
우상연습생, 더 랩 오브 차이나 2 따위의 자체 제작 예능 프로그램이 주로 있다. 이 작품들이 히트를 치면서, 여름 휴가 시즌과 춘절 연휴 등 회원들을 위한 서비스를 펼친것도 상당한 효과를 봤다. 2019년에는 아이치이가 200편 이상의 작품을 서비스할 계획이라고 발표했다.

## 전망
아이치이는 국제콘텐츠제작사라는 점에서 전망이 비교적 밝다. 원작련속극만 40편 이상을 계획하고 있으며 예능 등의 다른 카테고리는 연간 편성 시간이 약 500시간에 육박할 전망이다. 중화권에서의 독보적인 시장입지를 바탕으로 글로벌 콘텐츠 공급 업체로 성장하는 것이 아이치이의 탄탄한 비전이다.

## 같이 보기
- 넷플릭스
- 디즈니+
- WAVVE
- TVING
- Seezn
- 현대HCN 모바일TV